# のうま
のうまは、島根県邑智郡日貫地方や石見地方に伝わる妖怪。漢字では野馬と表記される。

## 伝承
一つ目の妖怪で、夜道で1人歩きしている人間を見つけると、突然現れて襲い掛かり、その人を食べてしまうという。昔、邑智郡日貫村でとある夜、たたらで銑を作っている人が寝ていると女がやってきて上に覆いかぶさった。すると遠くで野馬が鳴き、たたらへと近づいてきて窓から覗いた。しかし女がいるのを見ると一目散に逃げていった。この女の正体はかなやごさんで、たたらの神だとされている。

## 考証
漫画家・水木しげるは、伝承地方に古い神楽などが残されていることを理由として、数ある妖怪の中でも、かなり古いものに属すると推測している。一つ目という以外、姿が良く分かっていない。

## 類話
アイヌ民話に、同様に人を食べる一つ目の怪物の話がある。
ある2人兄弟が夜、海辺の小屋に泊まっていたところ、一つ目の大きな怪物が小屋を襲い、兄のほうを食い殺して去って行った。弟は翌日にこのことを人々に知らせ、皆で武器を手にして夜を待った。夜になって怪物が再び現れたので、皆で攻め立てて退治した。その正体は巨大なカワウソだったという。